# Antônio Rogério Magri
Antônio Rogério Magri GOMM (São Paulo, 26 de outubro de 1941) é um ex-sindicalista brasileiro. Foi ministro do Trabalho durante o governo Collor, sendo posteriormente condenado por corrupção passiva pelo Supremo Tribunal Federal (STF).

## Carreira política
Entrou para a política através do sindicalismo, tendo sido presidente do Sindicato dos Eletricitários de 1978 a 1990. Em maio de 1989 foi eleito presidente da Central Geral dos Trabalhadores (CGT). A posição de destaque numa importante entidade sindical e seu apoio pessoal a Collor fizeram com que, após a vitória eleitoral deste último, fosse chamado a compor a lista de ministros do novo governo. Em agosto de 1990, como ministro, Magri foi admitido por Collor à Ordem do Mérito Militar no grau de Grande-Oficial especial.
Mais tarde, envolvido nas acusações de corrupção em que foi flagrado confessando ter recebido 30 mil dolares de propina e as que atingiram todo o entorno de Collor, foi demitido em janeiro de 1992, afastando-se definitivamente da política e do sindicalismo atuante.
É associado a um neologismo da década de 1990, quando respondeu a um repórter que questionara se o salário também seria reduzido, dizendo: "O salário do trabalhador é imexível" (sic).
Quando questionado sobre usar carro oficial para levar a cachorra da família ao veterinário, teria dito "A cachorra aqui em casa é um ser humano, e eu não hesitei."
Durante seus anos de carreira política, foi filiado ao PTB, chegando a ser o líder do PTB Sindical, no entanto, devido a discordâncias com o presidente partidário Roberto Jefferson, ele anunciou sua desfiliação ao partido e ida ao Avante em 2020, o mesmo que o deputado Campos Machado.